# USS Essex (CV-9)
USS Essex (CV-9) (også CVA-9 and CVS-9) var et United States Navy hangarskib i Essex-klassen 1942. 
Det blev brugt under 2. Verdenskrig og Koreakrigen. 
Bestilt: 3 Juli 1940
Påbegyndt: 28 April 1941
Søsat: 31 Jjuli 1942
Færdig 31 December 1942
USS Essex (CV/CVA/CVS-9) var det første skib af Essex klassen der til sidst inkluderede 24 skibe.
Fart: 33 knob (61 km/t)
Desplacement: Som bygget:
27.100 tons Standard desplacement.
36.380 tons Maximums desplacement.
Fly: 90-100 fly om bord.